# Núria Gispert Vilà
Núria Gispert Vilà (18 de novembre de 1957-12 d'octubre de 2024) fou una periodista i escriptora catalana.

## Biografia
Després de concloure els seus estudis a la Facultat de Ciències de la Informació, a la Universitat de Barcelona, va començar la seva carrera periodística treballant en diversos diaris i revistes, continuant-la a la ràdio. A finals de la dècada dels anys vuitanta va començar a treballar a la televisió.
A Televisió Espanyola (1983-1989) va presentar La tarde o Buscados con cargo, entre d'altres. Posteriorment va exercir diverses tasques als canals autonòmics de Canal Sur —on va ser la corresponsal de la televisió andalusa a Catalunya— i TV3. Conclosa la seva carrera professional, va fer tasques de voluntariat amb Càritas, a través d'un banc d'aliments.
També es va endinsar al món editorial, amb la publicació de llibres sobre cuina pràctica: Cocina en menos de tres horas para toda la semana (Lectio, 2019); Fiambreras (Lectio, 2020), i Aquí no se tira nada (Lectio, 2024) en què comparteix receptes de les seves àvies, dels quals va heretar el seu amor per la bona taula.
En acabar l'estiu del 2024, li van descobrir un tumor. Va morir a mitjanit del 12 d'octubre del 2024, als 66 anys.